# Osleidys Menéndez
Osleidys Menéndez Sáez (Martí, 14 de novembro de 1979) é um atleta cubana, recordista mundial, campeã olímpica, mundial e pan-americana do lançamento de dardo, considerada a Jan Železný feminina de sua era.
Estreou em grandes eventos internacionais conquistando a medalha de ouro nos Jogos Pan-americanos de 1999, em Winnipeg. No mesmo ano, ficou em quarto lugar no Campeonato Mundial de Atletismo realizado em Sevilha, Espanha. Em Sydney 2000, ficou com a medalha de bronze. Em julho de 2001, quebrou pela primeira vez o recorde mundial, num torneio em Retimno, na Grécia, com um lançamento de 71,54 m.
Na primeira metade da década de 2000, Menéndez teve o domínio absoluto de sua modalidade, tornando-se bicampeã mundial em Edmonton 2001 e Helsinque 2005. Sua maior conquista veio com a medalha de ouro olímpica em Atenas 2004, com um lançamento de 71,53 m, recorde olímpico e apenas 1 cm abaixo de seu então recorde mundial. No ano seguinte, no Mundial de Helsinque, ela quebraria seu próprio recorde, com um lançamento de 71,70 m.
Sua última grande conquista na carreira foi o segundo título pan-americano, com a medalha de ouro nos Jogos do Rio 2007. Menéndez foi a segunda cubana campeã olímpica do lançamento do dardo, depois da campeã de Moscou 1980, María Colón.